# Javier Casquero
Francisco Javier Casquero Paredes est un footballeur espagnol né le 11 mars 1976 à Talavera de la Reina reconverti en entraîneur. Il évoluait au poste de milieu relayeur.

## Biographie

### Joueur
En avril 2009, lors d'un match de Liga entre Getafe CF et le Real Madrid au stade Santiago-Bernabéu, alors dans la surface de réparation avec le ballon, Pepe pousse Casquero qui tombe, l'arbitre siffle le penalty, Pepe frappe Casquero du pied à la jambe et au dos, puis, encore à terre, Pepe empoigne son bras droit, le plaque face contre terre en lui tirant les cheveux et s'appuie sur son dos avec son genou. Poussé par les équipiers de Casquero, Pepe marche sur la cheville de Javier avant de donner une gifle et un coup de poing à deux joueurs de Getafe. Pour ses actions, Pepe prendra un carton rouge et écopera d'une exclusion de 10 matches. Alors que le score est de 2-2, Casquero est chargé de tirer le penalty qu'il rate ; sa panenka étant arrêtée par Iker Casillas. Dans les arrêts de jeu, Gonzalo Higuaín marque et permet au Real de l'emporter 3-2,.
Il met un terme à sa carrière de joueur en 2014 après une dernière saison au Sporting de Gijón.

### Entraîneur
Il est ensuite assistant de l'entraîneur Pablo Franco au Getafe CF.

## Palmarès
- Getafe CF
  - Finaliste de la Coupe d'Espagne : 2007, 2008